# Alpe Adria Football League
Alpe Adria Football League (AAFL) je liga američkog nogometa osnovana 2013., a koja okuplja klubove iz Bosne i Hercegovine, Hrvatske, Slovenije i Srbije.

## Sudionici
- Sarajevo Spartans - Sarajevo
- Osijek Cannons - Osijek
- Split SeaWolves - Split
- Zagreb Patriots - Zagreb
- Zagreb Raiders - Zagreb
- Zagreb Thunder - Zagreb
- Alp Devils - Kranj
- Maribor Generals - Maribor
- Beograd Blue Dragons - Beograd
- Niš Imperatori - Niš
- Pančevo Panthers - Pančevo
- Sirmium Legionaries - Srijemska Mitrovica

## AAFL Bowl
AAFL Bowl je završna utakmica Alpe Adria Football League koja odlučuje prvaka.
| sezona | mjesto    | prvak            | rezultat | drugoplasirani   |
| ------ | --------- | ---------------- | -------- | ---------------- |
| 2013.  | Ljubljana | Maribor Generals | 19:12    | Zagreb Raiders   |
| 2014.  | Ljubljana | Maribor Generals | 15:6     | Alp Devils Kranj |
| 2015.  | Zagreb    | Maribor Generals | 36:16    | Zagreb Patriots  |

## Poveznice
- football-aktuell.de, AAFL
- football-aktuell.de, AAFL, arhiva rezultata
- BIG6 European Football League
- European Football League
- Eurobowl
- IFAF Europe Champions League
- NFL Europa
- Football League of Europe
- Kup EFAF
- CEFL
- German Football League